# Marija Bursać
Marija Bursać (serbe en écriture cyrillique : Марија Бурсаћ ; 2 août 1920 - 23 septembre 1943) est une membre des partisans yougoslaves pendant la Seconde Guerre mondiale et la première femme à avoir été proclamée héros du peuple de Yougoslavie. Bursać est née dans une famille d'agriculteurs serbes de Bosnie dans le village de Kamenica, près de Drvar. Après l'invasion de la Yougoslavie par les puissances de l'Axe et leur création de l'État indépendant de Croatie en avril 1941, Bursać soutient le mouvement de résistance partisane dirigé par le Parti communiste de Yougoslavie (KPJ). Comme d'autres femmes de son village, elle collecte de la nourriture, des vêtements et d'autres fournitures pour l'effort de guerre des partisans. Bursać devient membre de la Ligue de la jeunesse communiste de Yougoslavie en septembre 1941. En août suivant, elle est nommée commissaire politique d'une compagnie de la 1re Brigade agricole de choc de Krajina, qui récupère des récoltes dans la vallée de la rivière Sanica, et est admise au KPJ à la fin de cet été-là. 
Bursać devient une partisane en février 1943, rejoignant la 10e brigade de Krajina nouvellement formée. Avec la brigade, elle combat dans les régions de Bosansko Grahovo, Knin, Vrlika et Livno et sert comme infirmière. En septembre 1943, Bursać est blessée à la jambe alors qu'elle jette des grenades à main lors d'une attaque contre la base allemande de Prkosi, dans le nord-ouest de la Bosnie. Alors qu'elle est transportée dans un hôpital de campagne à Vidovo Selo, elle chante des chansons partisanes. La blessure de Bursać se développe rapidement en gangrène et elle meurt à l'hôpital le 23 septembre 1943. Elle est proclamée héros du peuple de Yougoslavie le mois suivant.

## Jeunesse
Bursać est née le 2 août 1920 dans le village de Kamenica, près de Drvar dans la région de Bosanska Krajina, dans le nord-ouest de la Bosnie-Herzégovine (qui faisait alors partie du royaume des Serbes, Croates et Slovènes, rebaptisé Yougoslavie en 1929). La région de Drvar est habitée principalement par des Serbes de souche, les Musulmans et les Croates de Bosnie représentant moins de 4 % de la population. Bursać est l'aînée des cinq enfants du tailleur de pierre Nikola Bursać et de son épouse, Joka, qui élèvent principalement des moutons et du bétail dans leur ferme familiale. Comme d'autres filles du village, Bursać n'est pas allée à l'école - seuls les garçons fréquentent l'école primaire de Drvar. Bergère jusqu'à l'âge de quatorze ans, elle aide ensuite sa mère à faire le ménage et les travaux agricoles. Bursać acquis des compétences en tissage, filature, tricot et broderie avant de suivre un cours de couture de six mois à Drvar. 
En 1938, une école primaire ouvre ses portes à Kamenica, où Velimir Stojnić est professeur stagiaire. Stojnić, membre du Parti communiste de Yougoslavie (Komunistička partija Jugoslavije ou KPJ, interdit depuis 1921), organise une bibliothèque publique, des clubs de lecture et de sport et un groupe culturel-artistique. Il établit aussi une cellule secrète du KPJ à Kamenica en 1939, la première organisation communiste de la région. Ses convictions idéologiques lui valent une adhésion parmi les jeunes du village, dont le frère de Marija, Dušan. Les autorités prennent rapidement connaissance des activités de Stojnić et il est renvoyé de Kamenica en février 1940. 

## Seconde Guerre mondiale
Le 6 avril 1941, la Yougoslavie est envahie de toutes parts par les puissances de l'Axe, dirigées par l'Allemagne nazie. L'Armée royale yougoslave (serbo-croate : Vojska Kraljevine Jugoslavije ou VKJ) capitule le 17 avril et les Allemands, les Italiens et les Hongrois démembrent le pays. Un État fantoche fasciste, l'État indépendant de Croatie (serbo-croate : Nezavisna Država Hrvatska ou NDH, qui comprend la quasi-totalité de la Croatie moderne, toute la Bosnie-Herzégovine moderne et certaines parties de la Serbie moderne) est proclamée le 10 avril. La NDH était un « quasi-protectorat italo-allemand », contrôlé par le mouvement nationaliste croate Oustachis sous la direction d'Ante Pavelić; L'une des politiques du NDH est d'éliminer la population ethnique serbe de l'État par des massacres, des expulsions et une assimilation forcée. Les premiers Serbes de Drvar sont tués le 18 juin suivant. Les atrocités accélèrent la formation de deux grands mouvements de résistance en Yougoslavie occupée. Les royalistes et les nationalistes serbes dirigés par le colonel VKJ Draža Mihailović fondent le mouvement Ravna Gora, dont les membres sont connus sous le nom de Tchetniks. Le KPJ, dirigé par Josip Broz Tito, décide à Belgrade le 4 juillet de lancer un soulèvement armé à l'échelle nationale et les membres des forces dirigées par le KPJ deviennent des partisans. 

### Activité pro-partisane
Entre le 20 et le 26 juillet 1941, les dirigeants locaux du KPJ organisèrent trois détachements partisans, armés d'environ 200 fusils et de sept mitrailleuses légères, dans les environs immédiats de Drvar ; l'un est le détachement de Kamenica. Des hommes de Kamenica ont auparavant établi un camp dans une forêt voisine pour les armes et les fournitures. Bursać est l'une des femmes les plus actives du village, collectant de la nourriture et des vêtements pour les insurgés et servant de courrier pour le camp de Kamenica. Le 27 juillet, les partisans libèrent Drvar, déclenchant le soulèvement en Bosnie-Herzégovine. Au cours des jours suivants, d'autres parties de Bosanska Krajina sont également libérées, bien qu'à ce stade le KPJ ait peu de contrôle sur les villageois serbes qui ont pris les armes. La zone libérée autour de Drvar et de Bosansko Grahovo, constamment attaquée par les Oustachis, est défendue par les partisans des positions environnantes. Bursać et d'autres femmes de Kamenica rejoignent Odbor fonda (le comité des fonds), collectant de la nourriture, des vêtements et d'autres fournitures pour les partisans, et leur confectionnant des vêtements en laine et en tissu. Elle rejoint la Ligue de la jeunesse communiste de Yougoslavie (serbo-croate : Savez komunističke omladine Jugoslavije ou SKOJ) en septembre 1941.

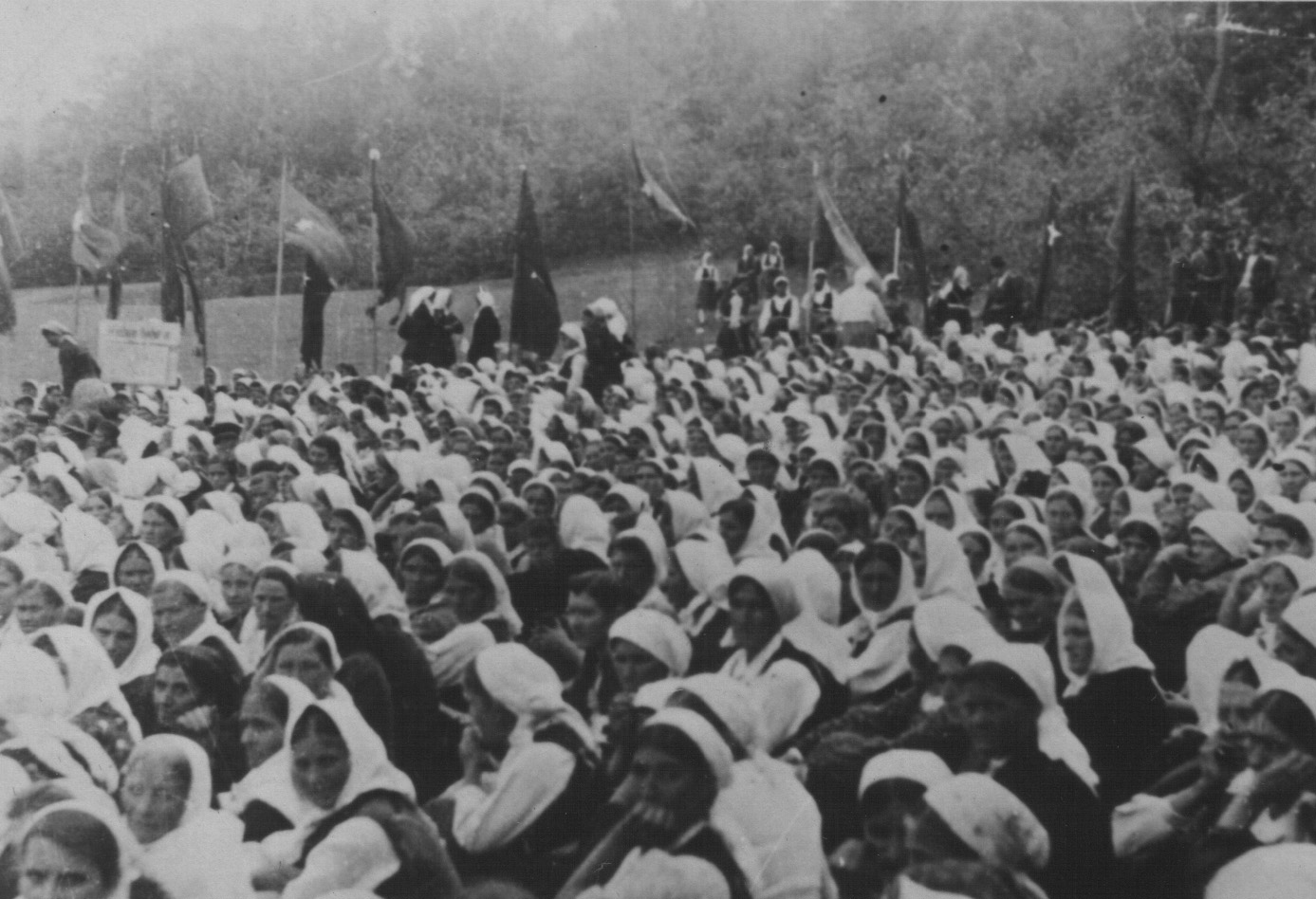
Rassemblement du Front antifasciste féminin organisé à Drvar en 1942.

Le 25 septembre 1941, les troupes italiennes prennent Drvar et Grahovo, mais les Partisans gardent le contrôle de la plupart des villages de la région. À la fin de 1941, la filiale de SKOJ à Kamenica compte 23 membres ; les hommes servent dans des unités partisanes et les femmes, y compris Bursać, rejoignent des sociétés de travail pour soutenir l'effort de guerre. Un cours d'alphabétisation est organisé à l'intention des femmes, auquel Bursać participe. Certains villageois donnent des produits agricoles tels que du lait, de la crème et des œufs aux Italiens, recevant en retour du sel, du kérosène et du riz. Cette pratique est fermement condamnée par le KPJ, qui rassemble des personnes de plusieurs villages dans le hall de l'école de Kamenica en janvier 1942 pour les dissuader de commercer avec l'ennemi. Après que plusieurs membres du KPJ se soient exprimés, Bursać commence son discours, mais est interrompu par les commentaires désobligeants et les menaces d'un jeune homme dans l'assistance. À ce moment, un groupe d'hommes fait irruption dans le hall avec des poteaux en bois et des fourches. Dans le chaos qui suit, Bursać crie : « Vous ne pouvez rien nous faire, vous ne nous gênerez pas! » alors que les autres femmes s'enfuient par les fenêtres. Début 1942, elle rejoint le comité de village du Front antifasciste féminin de Bosnie-Herzégovine (serbo-croate : Antifašistički front žena ou AFŽ), une importante organisation de femmes affiliée au KPJ. 
Le 13 juin 1942, Drvar est repris par les Partisans, la société de travail de Bursać nettoyant les décombres et réparant les maisons de la ville. L'entreprise aide également à travailler la terre de familles dont les hommes sont partis se battre. En juillet, des unités partisanes composées de combattants de Serbie-et-Monténégro viennent à Drvar, et Bursać aide à transporter leurs blessés vers des hôpitaux de campagne dans les montagnes. Elle est l'une des membres les plus actifs de l'organisation SKOJ de Kamenica, qui se réunit parfois chez elle. Le territoire tenu par les partisans autour de Drvar s'étend considérablement et inclus la vallée de la rivière Sanica à la fin de juillet 1942. La population principalement non serbe de la vallée fuit devant les partisans qui avancent, qu'ils craignent à cause de la propagande oustachis. Le commandement partisan engage des jeunes de l'ouest de la Bosanska Krajina pour récolter le blé et d'autres cultures de la vallée, les transportant vers des installations de stockage sur le mont Grmeč. Les travailleurs (principalement des jeunes femmes) sont organisées en unités de style militaire, qui fusionnent à la mi-août dans la 1re Brigade agricole de choc de Krajina, composée de quatre bataillons. Bursać est nommée commissaire politique de la 3e compagnie du 2e bataillon de la brigade. Gardée par des unités partisanes, la brigade achève son travail malgré les attaques des avions ennemis. Bursać est admise au KPJ à la fin de l'été 1942 ; au début de 1943, elle est présidente du comité de village de la Fédération unie de la jeunesse antifasciste de Yougoslavie (serbo-croate : Ujedinjeni savez antifašističke omladine Jugoslavije ou USAOJ). 

### Partisane yougoslave

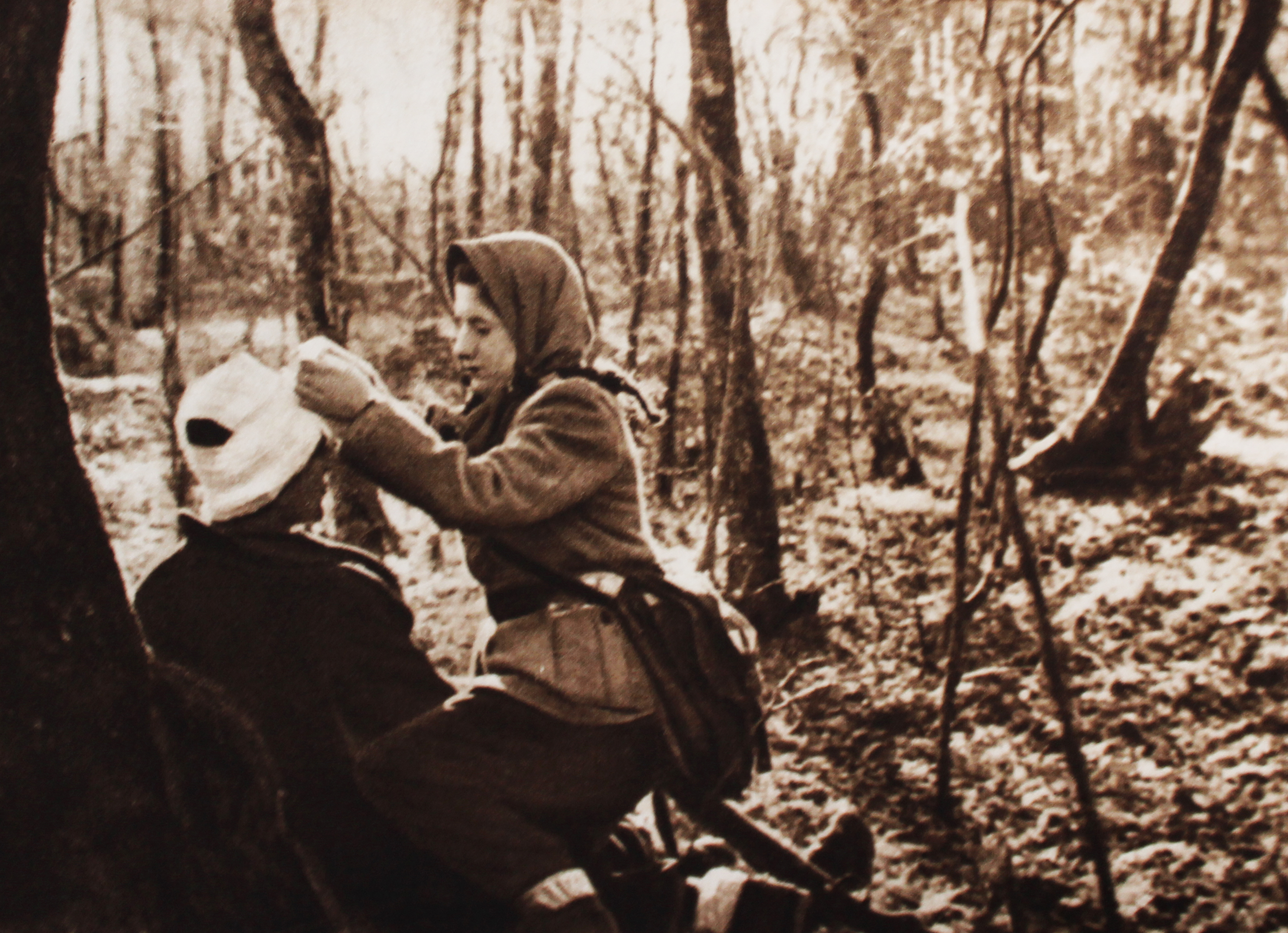
Infirmière partisane en action.

Tito arrive à Drvar à la fin de janvier 1943, lors d'une offensive majeure de l'Axe contre les Partisans (nom de code Fall Weiss en allemand). Après avoir consulté Đuro Pucar, le chef du comité régional du KPJ pour Bosanska Krajina, Tito décide de former une brigade partisane autour d'un bataillon de combattants expérimentés de Drvar. La main-d'œuvre supplémentaire comprend des partisans récupérés qui ont été blessés ou malades, des hommes plus âgés qui n'étaient pas auparavant dans des unités de combat et de jeunes hommes et femmes volontaires. Le 4e bataillon de la 10e Brigade de Krajina, destinée à jouer un rôle principalement défensif à ce stade, est créée le 4 février 1943 ; ses 800 membres comprend environ 120 femmes. Bursać, l'une des volontaires, est affectée au 2e Bataillon et transféré à la 3e Compagnie du 3e Bataillon le mois suivant. Jusqu'en septembre 1943, elle combat les Oustachis, les Allemands, les Italiens et les Chetniks anticommunistes autour de Grahovo, Knin, Vrlika, Livno et le mont Dinara, est félicitée pour son courage et son habileté au combat, et sert comme infirmière. En février et mars 1943, pendant l'offensive de l'Axe, la brigade subit des attaques ennemies constantes, des pénuries alimentaires, du froid, de la neige profonde et des flambées de typhus. Émacié, Bursać est transféré à la cuisine militaire du quartier général de la brigade au début du printemps ; après un mois, elle est renvoyée dans son entreprise sur son insistance. Lorsqu'elle tombe malade quelque temps plus tard, Bursać est renvoyée chez elle pour récupérer. 
Les Allemands ont une base fortifiée, Stützpunkt Podglavica, près de Podglavica dans le village de Prkosi (entre Vrtoče et Kulen Vakuf). La base, avec environ 500 membres de la 373e division d'infanterie croate et une batterie d'artillerie, sécurise les routes de Bosanski Petrovac à Bihać et Kulen Vakuf. En septembre 1943, les 2e et 3e bataillons de la 10e Brigade de Krajina et un bataillon du détachement partisan Drvar-Petrovac reçoit l'ordre de l'attaquer. Bursać se porte volontaire pour lancer des grenades à main sur les piluliers et des nids de mitrailleuses protégeant la base. Bien que son commandant de compagnie s'y oppose parce qu'elle semblait toujours malade, Bursać insiste. Les trois bataillons partisans attaquent la base à partir de trois directions le 18 septembre à 23 h 0. Bursać et son groupe de lanceurs de grenades détruisent plusieurs piluliers avant de se retrouver sous le feu d'un autre. Ils détruisent celui-ci aussi, mais Bursać est grièvement blessé à la jambe et transportée dans une zone moins exposée. 
Les partisans envahissent une partie de la base, se retirant avant le lever du jour après l'arrivée des renforts allemands de Vrtoče et Kulen Vakuf,. La brigade aurait capturé quatre obusiers, deux mortiers, une mitrailleuse lourde, dix mitrailleuses légères, cinq fusils, une radio mobile et 29 soldats ennemis et Stützpunkt Podglavica signale la disparition de 31 soldats allemands après l'attaque. Les Allemands décrivent l'attaque de nuit comme étrange, avec les femmes partisanes criant « Plus loin ! ». La bataille de Prkosi est la première action offensive majeure de la 10e brigade de Krajina ; en 1944, ils participent à la libération de Belgrade. 
Après la bataille, Bursać et d'autres partisans gravement blessés sont transportés sur des civières à l'hôpital de campagne du village de Vidovo Selo à environ 40 kilomètres (25 milles), sur un terrain accidenté. Au cours du voyage ardu (qui dure plus de trois jours), elle chante des chansons partisanes,. 
Bursać perd beaucoup de sang et sa blessure se développe en gangrène et l'hôpital de campagne est mal équipé pour la traiter,. Elle meurt à Vidovo Selo le 23 septembre 1943, et est enterrée avec les honneurs militaires à Kamenica ; le commissaire adjoint Veljko Ražnatović s'exprime au nom de la 10e brigade de Krajina. Le dernier éloge funèbre de Bursać est prononcé par son frère Dušan, chef du comité de district de SKOJ pour Drvar. 

## Héritage

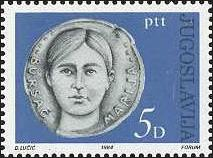
Bursać est commémorée sur un timbre-poste yougoslave de 1984.

Bursać dévient une Héroïne du peuple de Yougoslavie le 15 octobre 1943, la première femme à recevoir l'honneur,. L'annonce est publiée dans le numéro d'octobre 1943 du Bulletin du quartier général suprême de l'Armée de libération nationale et des détachements partisans de Yougoslavie : 

« По одлуци Врховног штаба Народноослободилачке војске и партизанских одреда Југославије, a на предлог V корпуса Народноослободилачке војске Југославије, додељује се назив народног хероја другарици Марији Бурсаћ, борцу-бомбашу III батаљона X крајишке бригаде. Другарица Марија била је примјер јунаштва у свим борбама и на крају дала свој живот за слободу свога народа јуришајући на ровове непријатеља код с. Пркоса.
"Par décision du Quartier Général de l'Armée de Libération nationale et des Détachement de Partisans de Yougoslavie, et sous la proposition de la 5e Corps de l'Armée de Libération nationale de Yousgoslavie, l'Ordre du Héro national est accordé à la camarade Marija Bursać, une lanceuse de grenades à main du 3e Bataillon de la 10e Brigade de Krajina. La camarade Marija est un exemple d'héroïsme dans tous les combats et a fini par donner sa vie pour la liberté de son peuple en chargeant les tranchées ennemies dans le village de Prkosi." »

L'écrivain yougoslave Branko Ćopić écrit le poème, Marija na Prkosima (Marija à Prkosi), sur elle. Son titre, qui peut aussi être interprété comme « Marija defiant », est un jeu de mots. Bursać « est entré dans le triptyque de l'histoire, de la légende et de la poésie dans les pays yougoslaves », selon l'auteur Jelena Batinić. Après la guerre, des écoles, des rues et des organisations en Yougoslavie sont nommées en son honneur ; un quartier de Belgrade porte son nom. Une bande dessinée de 2013, Marija na Prkosima, est publiée dans le quotidien serbe Danas dans le cadre de son projet de bande dessinée Odbrana utopije ("Défense de l'utopie"). La bd du graphiste Lazar Bodroža combine des événements de la vie de Bursać avec des vers du poème de Ćopić et du symbolisme visuel de gauche.